# Уровень выполнения
Уровень выполнения (уровень инициализации, уровень запуска) — нумерованный режим функционирования операционной системы, подразумевающий наличие в нём тех или иных функций: чем выше номер уровня, тем больше функций. Впервые реализована в подсистеме инициализации init в стиле System V, но также используется и в других подсистемах инициализации. Выбор числа уровней и их содержание различается от системы к системе.
Всякая операционная система в определённый момент времени находится только на одном из уровней выполнения. Администратор системы может переводить её с одного уровня выполнения на другой, например, при помощи программы init (например, init 3). В большинстве систем проверить текущий уровень можно командой runlevel.

## Традиционные уровни выполнения
Традиционно существуют шесть уровней выполнения, пронумерованных от 0 до 6 (уровень 4 не используется), однако встречаются десять уровней — от 0 до 9, а в литературе упоминается уровень S, который является синонимом для первого уровня. Свойства традиционных уровней:
- 0 — остановка системы.
- 1 — однопользовательский режим, предназначен для различных административных действий по восстановлению системы; по своему смыслу аналогичен безопасному режиму в Windows, но полностью его не повторяет; на этом уровне выполнения система полностью сконфигурирована, но не запущен ни один сервис, а из пользователей может работать только один root;
- 2 — многопользовательский режим без поддержки сети (иногда используется как эквивалент уровня 3);
- 3 — многопользовательский режим с поддержкой сети, нормальный режим работы сервера;
- 5 — загрузка в многопользовательском режиме с графическим входом в систему;
- 6 — перезагрузка системы.